# Mezquita Bibi-Heybat
La mezquita Bibi-Heybat (en azerí: Bibiheybət məscidi) es una mezquita histórica en Bakú, Azerbaiyán. La estructura actual construido en el año 1990 es una reconstrucción de la mezquita en el siglo XIII por el Shirvanshah Farrukhzad II Ibn Ahsitan II.
La mezquita Bibi-Heybat es el centro espiritual para los musulmanes de la región y uno de los monumentos importantes de la arquitectura islámica en Azerbaiyán.

## Historia
La mezquita fue construida sobre la tumba de la hija del séptimo Imán de los chiíes – Musa ibn Ya'far.

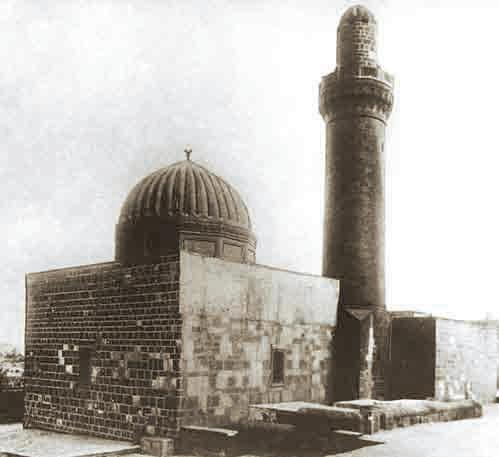
Vista de la mezquita antigua

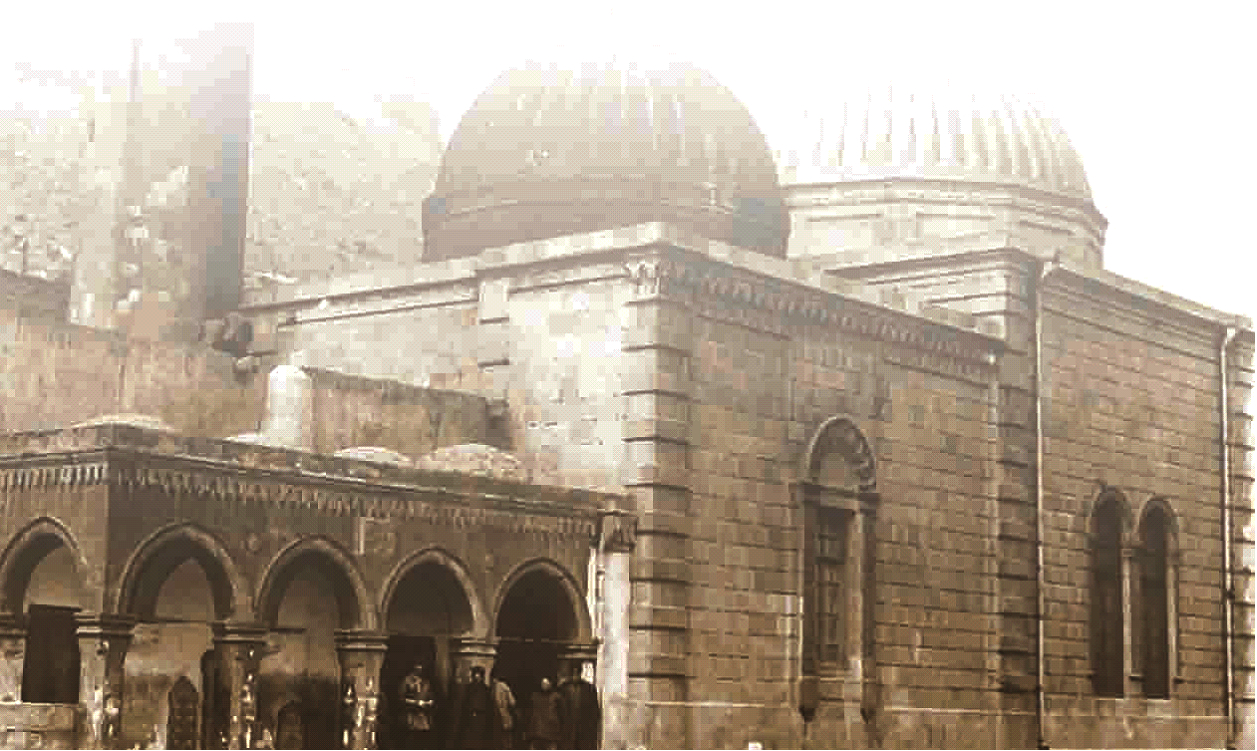
La mezquita al principio del.

Basado en las escrituras de la pared sur de la mezquita los historiadores atribuyen la construcción por el fin del siglo XIII. En la pared de la mezquita hay estas palabras: "La obra de Mahmud ibn Saad ", el cual construyó la fortaleza de Nardaran cerca de Bakú.
Famoso escritor francés, Alejandro Dumas visitó la mezquita en el año 1840 y escribió sobre este lugar en su libro "El Mundo”.

## La destrucción de la mezquita

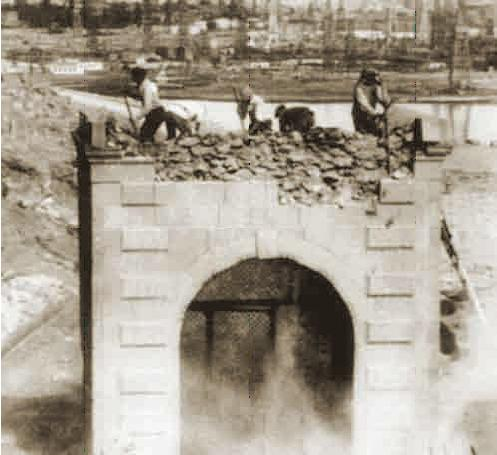
La destrucción de la mezquita por los Bolcheviques en el año 1936

Después del establecimiento de poder soviético en Azerbaiyán en el año 1920 la Mezquita Bibi-Heybat, junto con la Catedral de Alejandro Nevsky (Bakú) y la Iglesia de la Inmaculada Concepción (Bakú) se convirtieron en un blanco para la campaña antirreligiosa de la Unión Soviética. La mezquita fue volada en el año 1934.

## Restauración de la mezquita
En el año 1994, después de que Azerbaiyán obtuvo su independencia presidente Heydar Aliyev ordenó la construcción de un edificio nuevo para la Mezquita Bibi-Heybat. El diseño y la medida del complejo estuvo restaurada sobre las fotografías que tomadas en el año 1980 poco antes de la explosión.
La ceremonia de inauguración  tuvo lugar el 11 de julio de 1997. La mezquita fue reconstruida y ampliada por el decreto Presidencial de 2005. Las salas nuevas han sido construidas para asegurar la comodidad de los peregrinos.

## Arquitectura
La mezquita restaurada es un ejemplo clásico de la escuela arquitectónica de Shirvan. La mezquita tiene tres cúpulas. Las cúpulas están decoradas con los espejos verdes y turquesas, los cuales están bordadas con las inscripciones de Corán. La sala de oración de los hombres se localiza en el lado sur del complejo y de las mujeres - en el lado norte. Entre ellos existe el mausoleo.
La mezquita fue diseñada por el arquitecto de Azerbaiyán- Sanan Sultanov.

## Galería

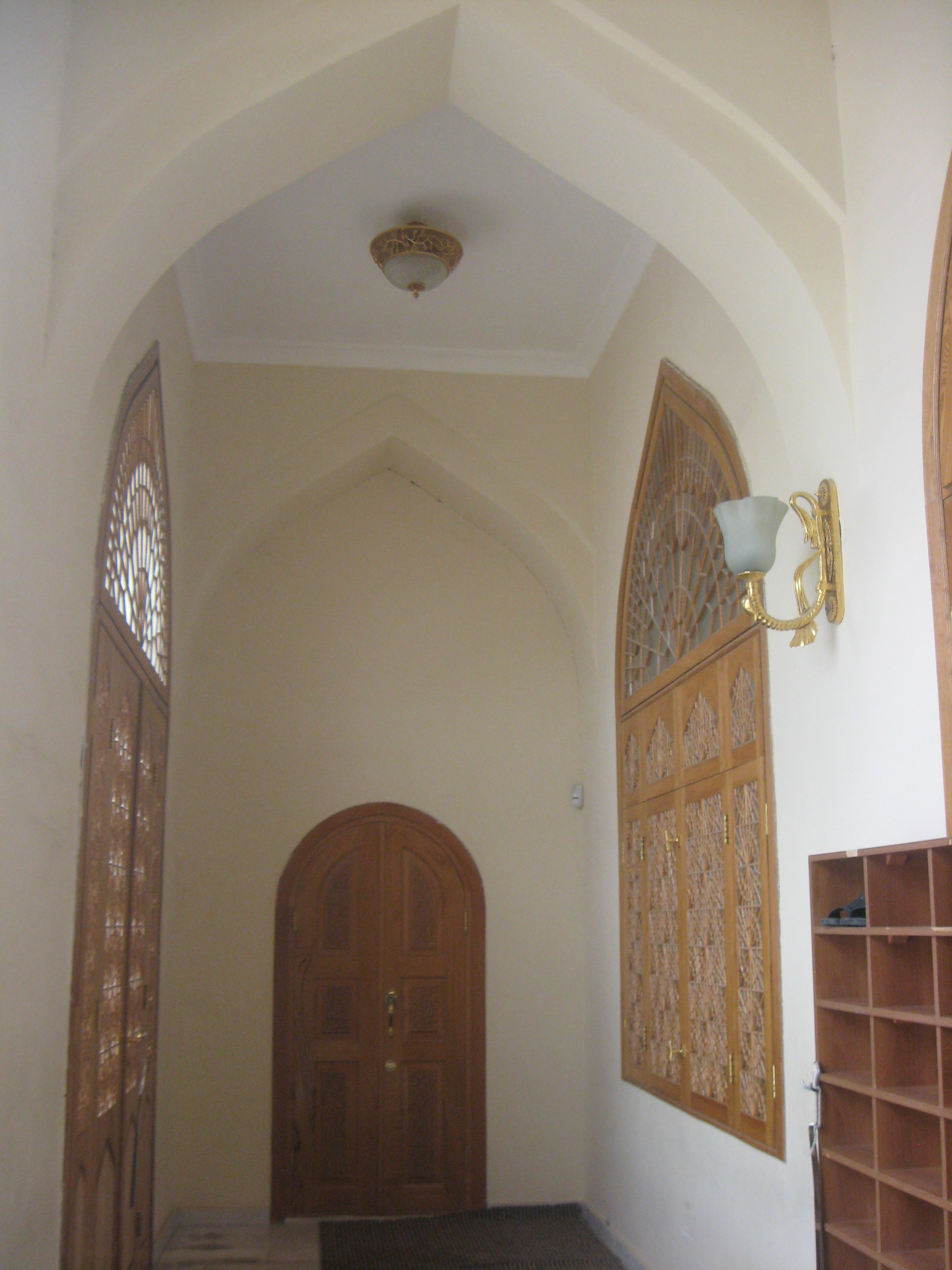
Interior de la mezquita Bibi-Heybat
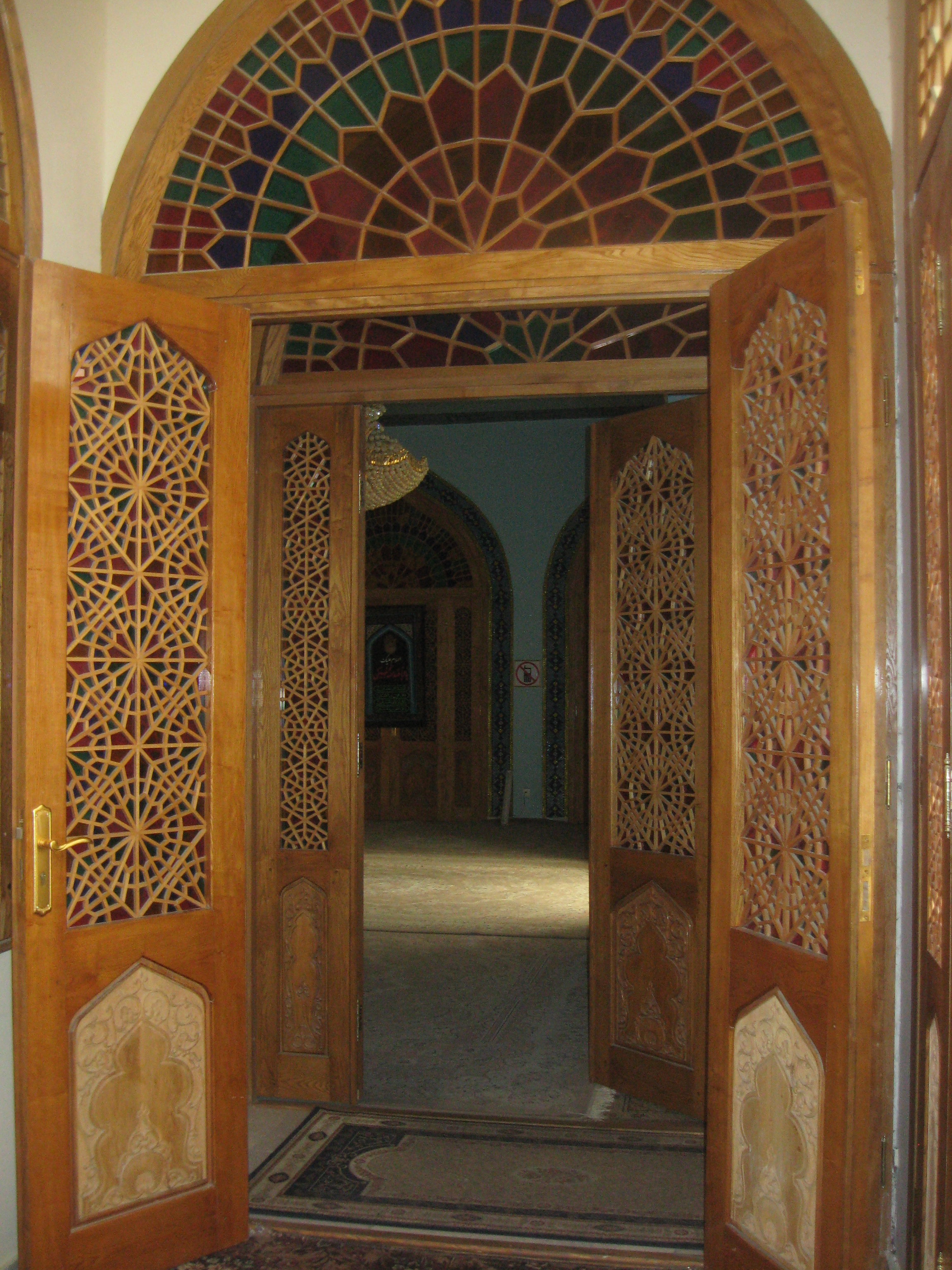
Interior de la mezquita Bibi-Heybat
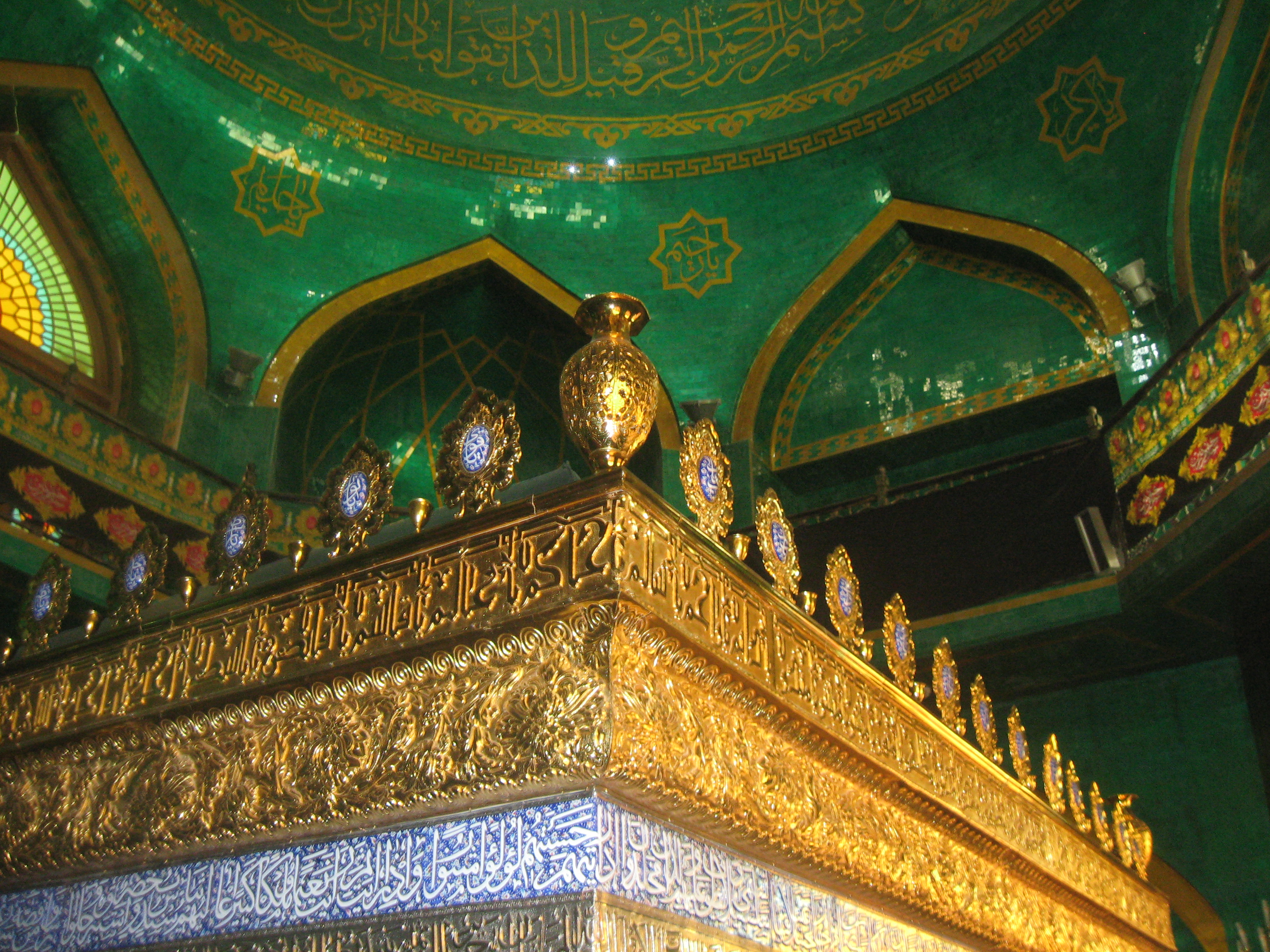
Tumba
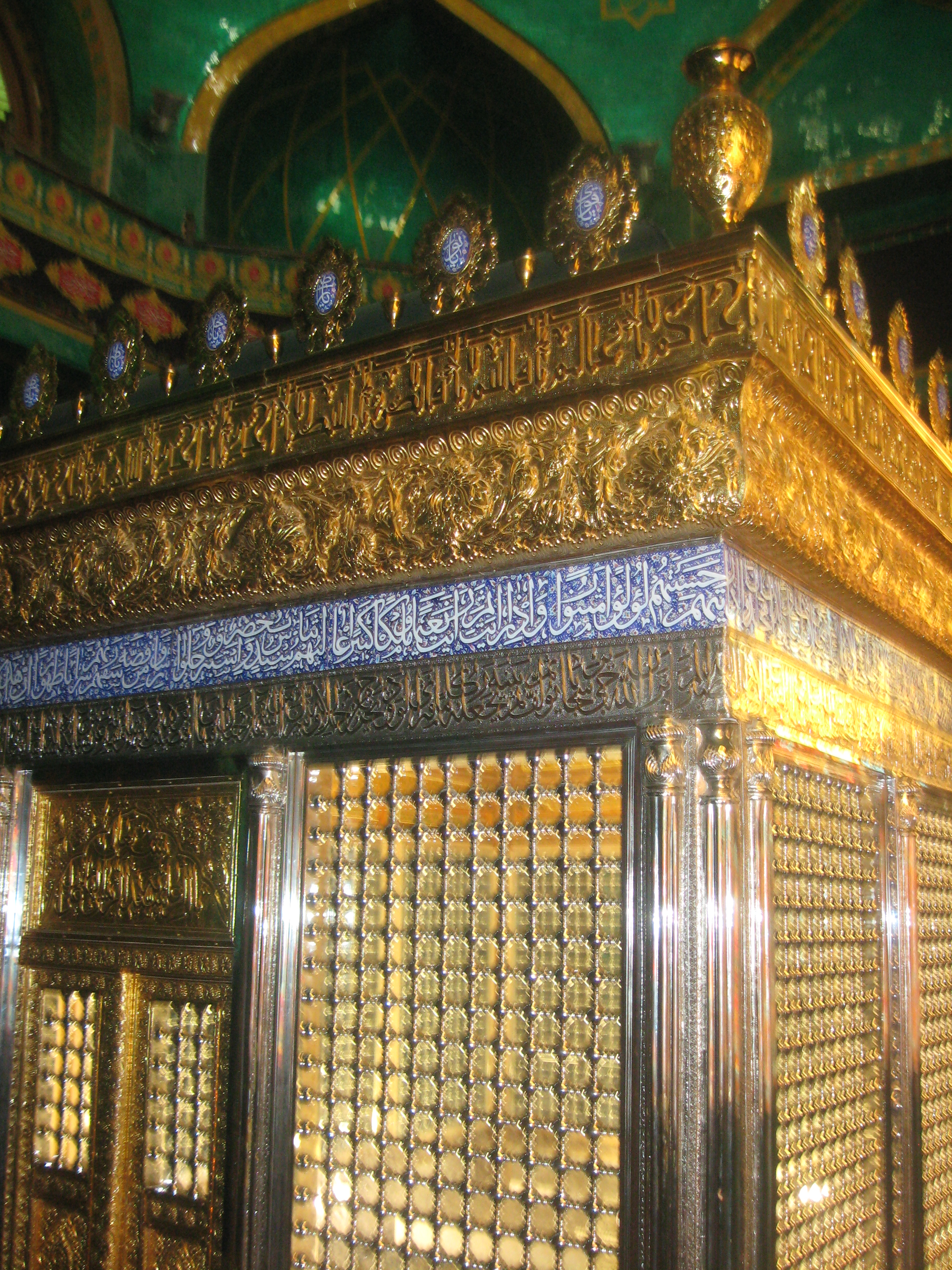
Tumba
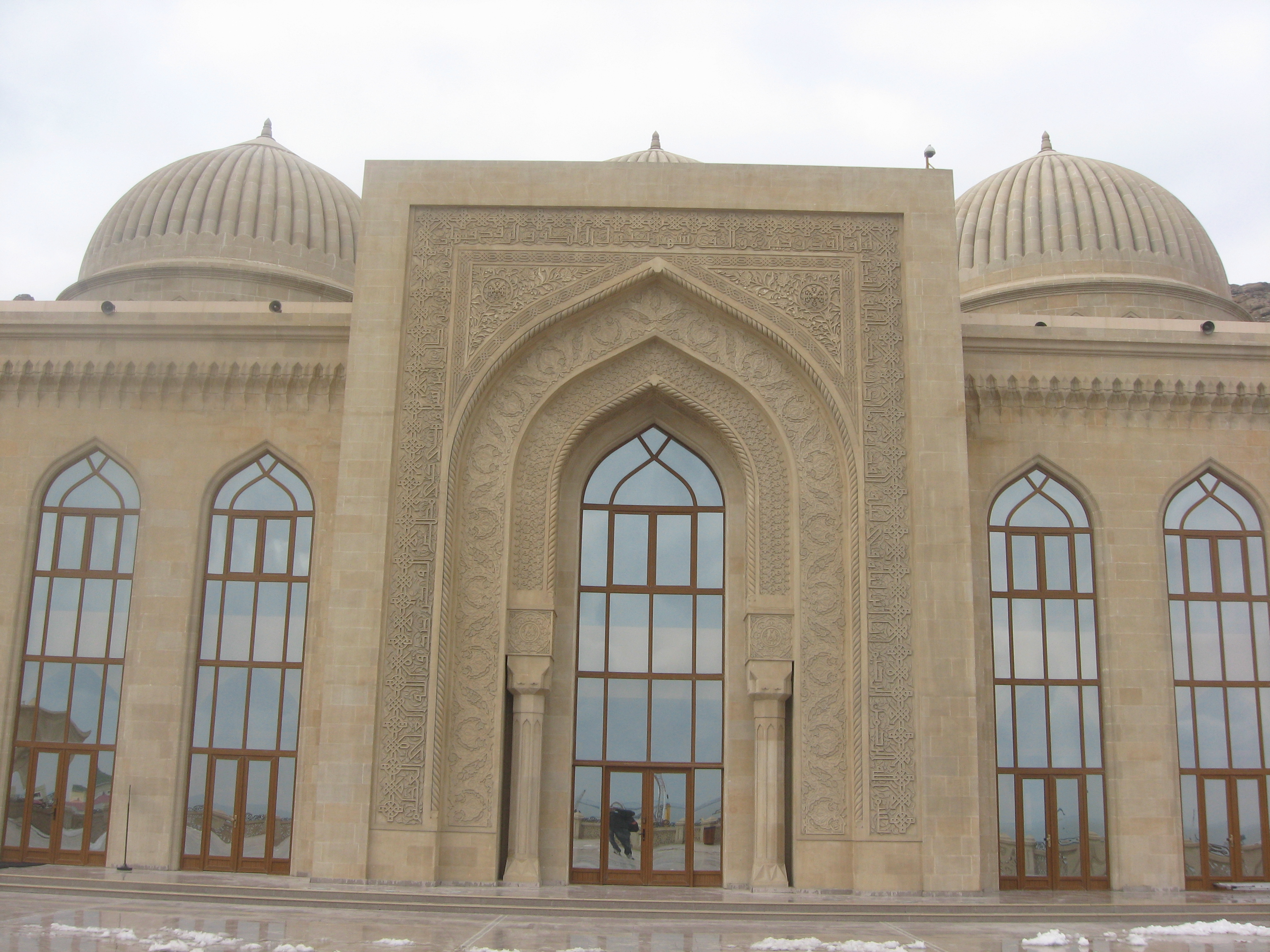
Entrada de la mezquita
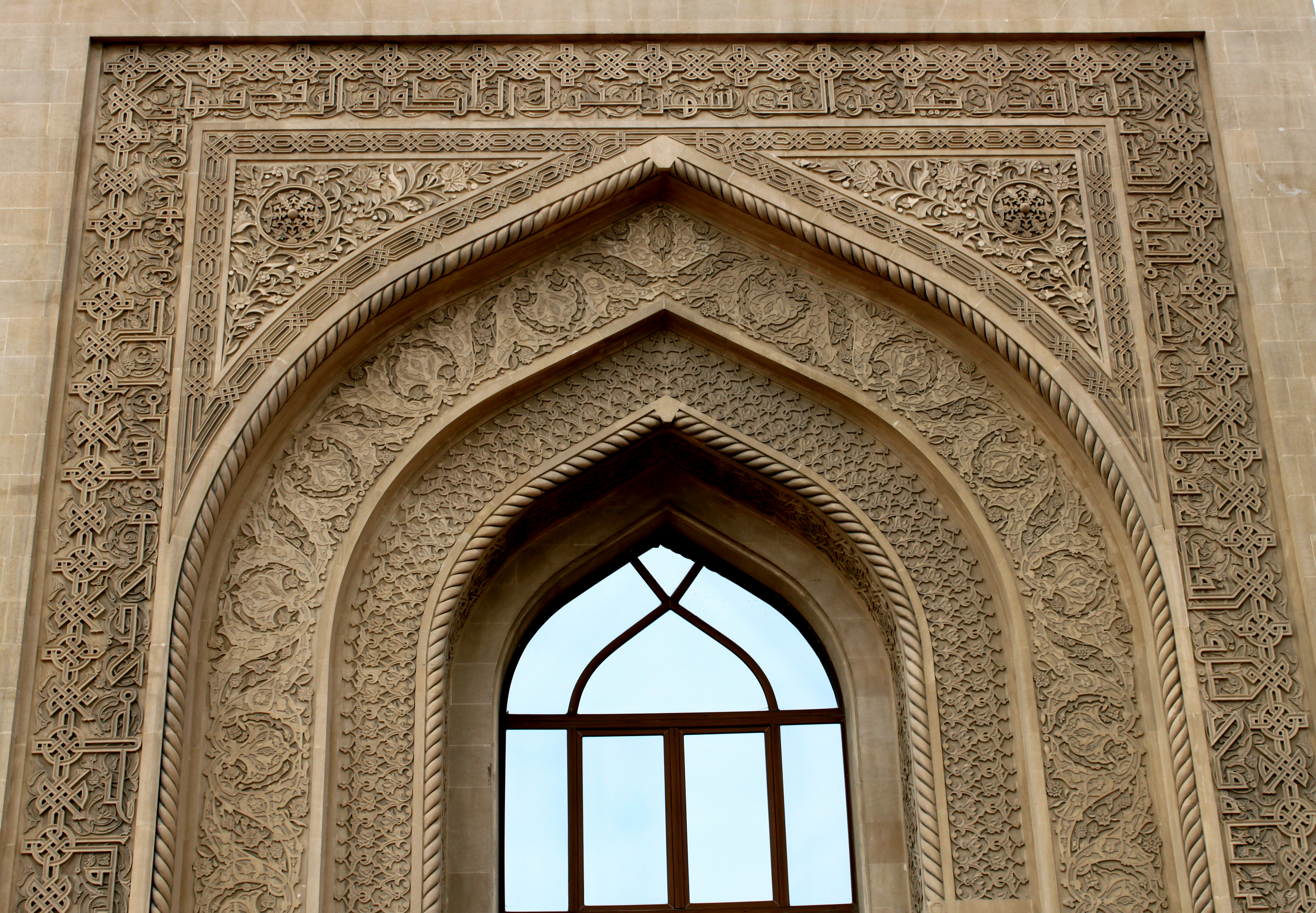
Diseño oriental
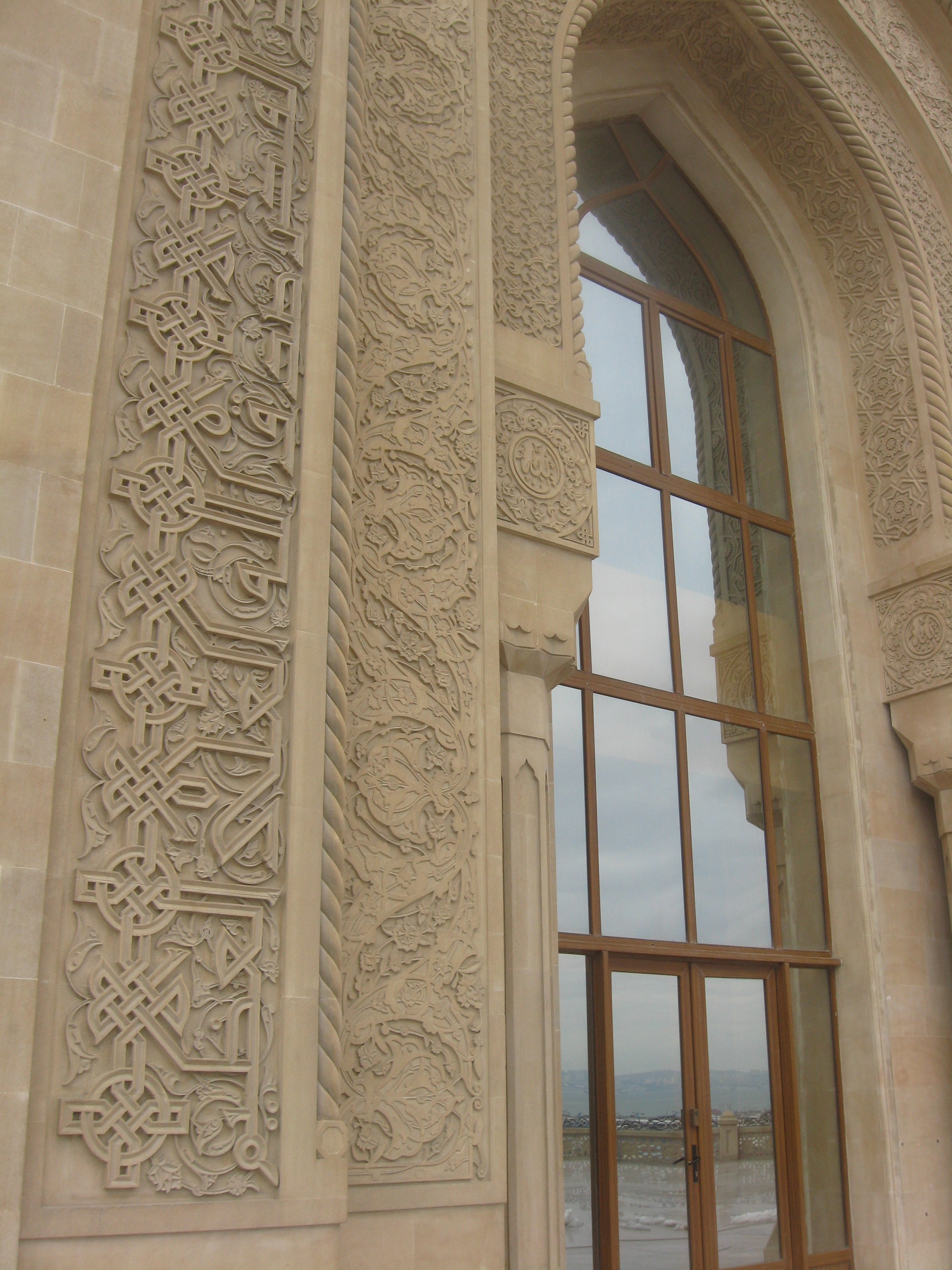
Diseño oriental
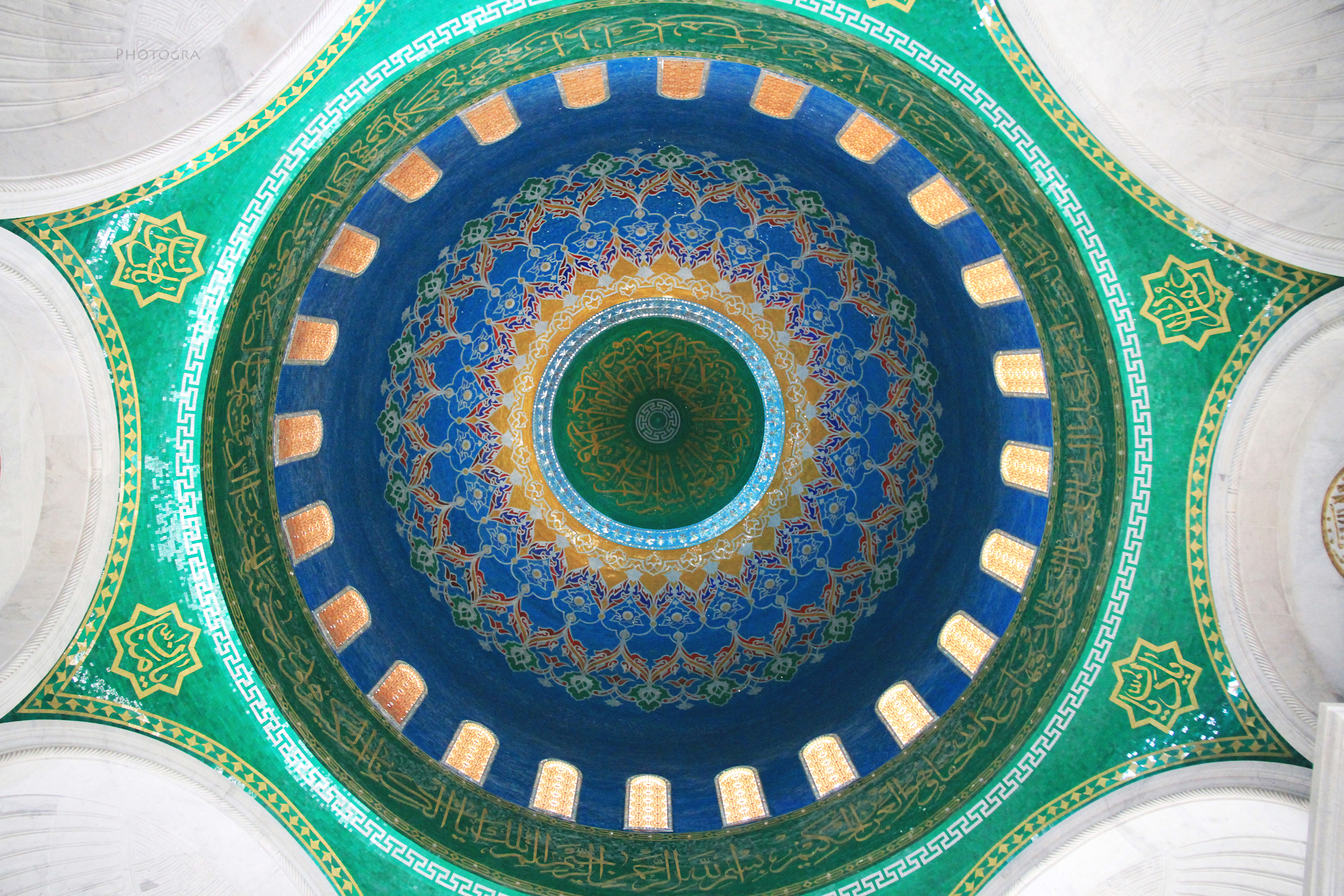
Cúpula
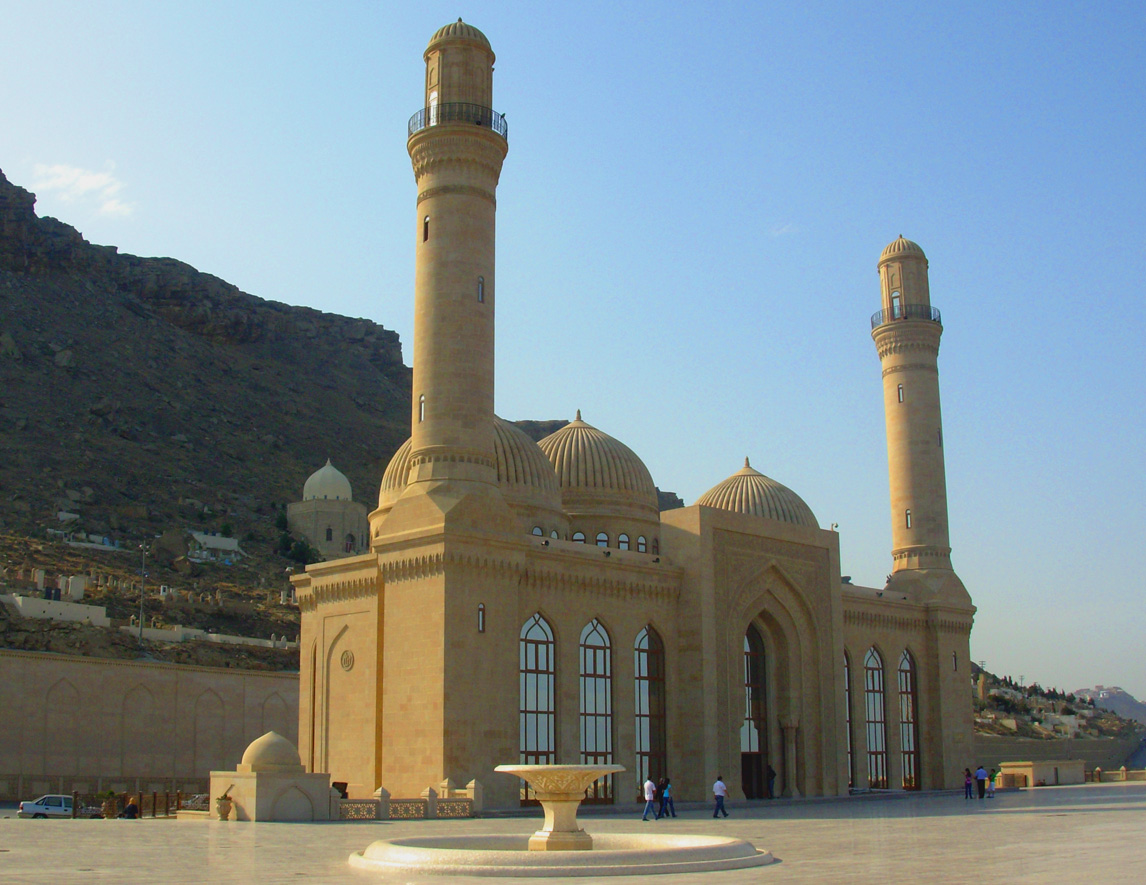
La mezquita después de la restauración en 2008
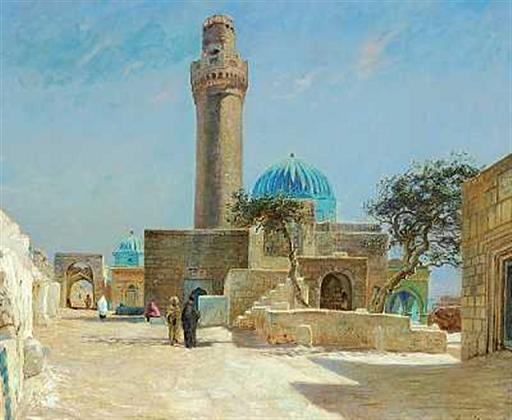
Illustración de la mezquita por  Viggo Peter Olaf Langer